# Werner Lutz
Werner Lutz es un deportista de la RDA que compitió en remo como timonel. Ganó una medalla de oro en el Campeonato Mundial de Remo de 1979, en la prueba de cuatro con timonel.

## Palmarés internacional
| Campeonato Mundial | Campeonato Mundial | Campeonato Mundial | Campeonato Mundial |
| Año                | Lugar              | Medalla            | Prueba             |
| ------------------ | ------------------ | ------------------ | ------------------ |
| 1979               | Bled (Yugoslavia)  | Medalla de oro     | Cuatro con timonel |